# Wojna węgiersko-rumuńska
Wojna węgiersko-rumuńska (węg. magyar–román háború; rum. Războiul Româno-Ungar) – konflikt zbrojny stoczony pomiędzy Węgrami a Rumunią w okresie od 13 listopada 1918 do 3 sierpnia 1919 roku. Wojna miała bardzo złożone tło i często sprzeczne motywacje zaangażowanych w nią stron.
W następstwie zakończonej I wojny światowej i proklamacji niepodległości Węgier od monarchii austro-węgierskiej, Węgrzy próbowali przekonać Ententę, że „Węgry nie powinny być karane zbyt surowo za grzechy ojców”. Po samorozbrojeniu armii węgierskiej przez pacyfistycznego premiera Węgier, hrabiego Mihálya Károlyiego, państwa Ententy zamierzały, aby armia rumuńska, czechosłowacka oraz siły francusko-serbskie okupowały różne części Królestwa Węgier. Jednocześnie intencją aliantów było, przynajmniej częściowe, zaspokojenie roszczeń rumuńskich zgodnie z traktatem bukareszteńskim z 1916 roku, który proponował, aby Węgry oddały Rumunii Transylwanię, Partium i części Banatu.
W Transylwanii istniały napięcia polityczne i etniczne między różnymi grupami etnicznymi zamieszkującymi tę krainę: rumuńską, węgierską, saską i innymi. Jednak motywacje Rumunii nie ograniczały się tylko do obrony etnicznych Rumunów, ale także do zajęcia terytorium zgodnie z porozumieniem z 1916 roku, stawiając w ten sposób aliantów przed faktem dokonanym. Pomimo że rząd węgierski zaoferował ustępstwa mniejszościom etnicznym, oferty te były niewystarczające i przyszły zbyt późno. Przywódcy polityczni etnicznych Rumunów, a także Serbów, Słowaków, Chorwatów i innych mniejszości, podjęli już decyzję o secesji. Ponadto decyzja Rady Czterech o ustanowieniu strefy neutralnej, która w dużej mierze odzwierciedlała traktat między Rumunią a aliantami z 1916 roku, przyczyniła się do rezygnacji liberalnego prezydenta Mihálya Károlyiego i późniejszego dojścia do władzy węgierskich komunistów, którzy utworzyli Węgierską Republikę Rad. Groźba połączenia się Czerwonej Armii Węgierskiej i Gwardii Czerwonej Béli Kuna z siłami bolszewickimi na Ukrainie miała decydujący wpływ na wspólną decyzję kilku przedstawicieli aliantów i władz rumuńskich o „natychmiastowym rozwiązaniu kwestii węgierskiej”.
16 kwietnia 1919 roku Rumuni wkroczyli na terytorium Węgier i zajęli prawie bez oporu wschodnie obszary Rumunii zamieszkane w większości przez Rumunów. Węgierscy komuniści, którzy przejęli władzę 21 marca, początkowo nie angażowali się w walkę z Rumunami, koncentrując swoje działania na Słowacji, dążąc do połączenia się z bolszewikami w Galicji. Rozpoczęta w maju ofensywa węgierska doprowadziła do utworzenia Słowackiej Republiki Rad i sprowokowała interwencję czechosłowacką. 17 lipca Béla Kun, posługując się nieoczekiwaną u komunistów retoryką nacjonalistyczną i wezwaniem do obrony granic Węgier przed zewnętrznym agresorem, poprowadził armię węgierską do walki z Rumunami. Po przejściowych sukcesach kunowców 24 lipca armia rumuńska odpowiedziała gwałtowną kontrofensywą, która w nocy z 3 na 4 sierpnia 1919 roku doprowadziła do zajęcia Budapesztu, a Béla Kun zbiegł do Austrii.
Węgierscy kontrrewolucjoniści przystąpili do likwidacji administracji bolszewickiej i przywracania struktur Królestwa Węgier. Zawarty 4 czerwca 1920 roku traktat w Trianon pomiędzy Węgrami a Ententą potwierdził przynależność spornych regionów do Rumunii.
Wojna węgiersko-rumuńska była pierwszą wojną rozpoczętą w wyniku sytuacji wytworzonej po zakończeniu I wojny światowej, a jednocześnie stanowiła zarzewie nowego sporu i nieustannych dążeń węgierskich do rewizji granicy z Trianon trwających aż do końca II wojny światowej.